# Alicante Bouschet
Alicante Bouschet é uma casta de uva tintureira da família da vitis vinifera resultante do cruzamento das uvas Grenache e Petit Bouschet.
A Alicante Bouschet é de origem francesa (Languedoc), criada por Henry Bouschet, entre 1865 e 1885, a partir do cruzamento das uvas citadas. Atualmente é cultivada maioritariamente em Espanha e em Portugal, sendo que os vinhos de melhor expressão e notoriedade se encontram maioritariamente em Portugal (Alentejo), sendo assim considerada quase uma casta portuguesa. Antigamente utilizada em processos de assemblage para melhorar o aporte de cor em alguns tintos, mas hoje em dia é considerada uma das melhores castas tintas "nacionais". Grandes exponentes desta casta nobre incluem nomes como Mouchão e Dona Maria entre outros.